# Lucha Underground
Lucha Underground était une émission hebdomadaire télévisée de catch mexicain diffusée du 29 octobre 2014 7 novembre 2014 au en version anglaise sur El Rey Network, chaîne américaine du cinéaste Robert Rodriguez ; elle est également diffusée en espagnol sur le réseau UniMás ainsi qu'en France sur la chaîne Action depuis le 9 avril 2015.
Lucha Underground met en scène la lucha libre traditionnelle sous le format novateur d'une série télévisée de fiction organisée en saisons, plutôt que sous la forme classique d'une retransmission sportive ininterrompue dans l'année. Contrairement aux autres émissions de catch, elle présente également de nombreuses cinématiques et de nombreux personnages meurent au cours des saisons pour nourrir les scénarios. Au fil des épisodes y apparaissent des catcheurs et des catcheuses issus de la fédération mexicaine Asistencia Asesoría y Administración ou du circuit indépendant américain.

## Histoire
En janvier 2014, Mark Burnett annonce qu'il va produire sur El Rey Network un programme mettant en avant la lucha libre en partenariat avec la Asistencia Asesoría y Administración. En juillet, ce projet est officialisé dans une conférence de presse et le nom de l'émission est Lucha: Uprising le premier épisode est prévu pour le 8 octobre 2014.

## Personnel

### Championnats et accomplissements
| Titre                                           | Champion(s) actuel(s)            | Ancien(s) champion(s)                                 | Date de victoire |
| ----------------------------------------------- | -------------------------------- | ----------------------------------------------------- | ---------------- |
| Lucha Underground Championship                  | Pentagón Jr.                     | Prince Puma                                           | 26 juin 2016     |
| Lucha Underground Gift of the Gods Championship | Dragon Azteca.jr                 | Pentagón Jr.                                          | 25 juillet 2018  |
| Lucha Underground Trios Championship            | Mack , Killishot et son of havoc | Snake Tribe (Drago (2), Kobra Moon, Pindar et Vibora) | 26 juin 2016     |

### Lutteurs
| Nom de scène        | Nom réel                  | Nationalité  | Statut                           |
| ------------------- | ------------------------- | ------------ | -------------------------------- |
| Aero Star           | Inconnue                  | Mexicain     |                                  |
| Big Bad Steve       | Inconnue                  | Américain    |                                  |
| Cage                | Brian Button              | Américain    |                                  |
| Chavo Guerrero, Jr  | Salvador Guerrero IV      | Américain    |                                  |
| Cortez Castro       | Rick Diaz                 | Américain    |                                  |
| Daga                | Miguel Ángel Olivo        | Mexicain     | Lucha Underground Trios Champion |
| Dante Fox           | Thomas Ballester          | Américain    |                                  |
| Drago               | Víctor Manuel Soto Flores | Mexicain     |                                  |
| Dragon Azteca Jr.   | Inconnue                  | Mexicain     |                                  |
| Famous B            | Brian Winbush             | Américain    |                                  |
| Fénix               | Inconnue                  | Mexicain     |                                  |
| Jack Evans          | Jack Miller               | Américain    |                                  |
| Jake Strong         | Jacob Hager               | Américain    |                                  |
| Jeremiah Crane      | Sam Johnston              | Américain    | Lucha Underground Trios Champion |
| Joey Ryan           | Joseph Ryan Meehan        | Américain    |                                  |
| Johnny Mundo        | John Hennigan             | Américain    |                                  |
| Killshot            | Shane Strickland          | Américain    |                                  |
| Killer Kroos        |                           | Américain    |                                  |
| King Cuerno         | Inconnue                  | Mexicain     |                                  |
| The Mack            | Willie McClinton Jr.      | Américain    |                                  |
| Mala Suerte         | Inconnue                  | Américain    |                                  |
| Marty Martinez      | Martin Casaus             | Américain    | Lucha Underground Champion       |
| Mascarita Sagrada   | Inconnue                  | Mexicain     |                                  |
| Matanza Cueto       | Jeffrey Cobb              | Guamien      |                                  |
| Mr.pectaclor        | Jessie Godderz            | Américain    |                                  |
| Mil Muertes         | Gilbert Cosme             | Portoricain  |                                  |
| Paul London         | Paul London               | Américain    |                                  |
| OX Lishus           | Inconnue                  | Américain    |                                  |
| Pentagón Jr.        | Inconnue                  | Mexicain     |                                  |
| Pimpinela Escarlata | Mario Lozano              | Mexicain     |                                  |
| PJ Black            | Paul Lloyd Jr             | Sud-Africain |                                  |
| Ricky Mandel        | Richard Mathey            | Américain    |                                  |
| Saltador            | Clemente Hernández        | Mexicain     |                                  |
| Sammy Guevara       | Inconnue                  | Mexicain     |                                  |
| Son of Havoc        | Matt Capiccioni           | Américain    | Lucha Underground Trios Champion |
| Tommy Dreamer       | Thomas Laughlin           | Américain    |                                  |
| Vibora              | Austin Matelson           | Américain    |                                  |
| Vinny Massaro       | Inconnue                  | Américain    |                                  |

### Lutteuses
| Nom de scène | Nom réel           | Nationalité  | Statut                           |
| ------------ | ------------------ | ------------ | -------------------------------- |
| Mariposa,    | Melissa Anderson   | Américaine   |                                  |
| Kobra Moon   | Melissa Cervantes, | Mexicaine    | Lucha Underground Trios Champion |
| Ivelisse     | Ivelisse Vélez     | Portoricaine |                                  |
| Taya         | Kira Renee Forster | Canadienne   |                                  |

### Autres Personnel
| Nom de scène    | Nom réel               | Nationalité | Statut                          |
| --------------- | ---------------------- | ----------- | ------------------------------- |
| Catrina         | Karlee Perez           | Américaine  | Manageuse de Mil Muertes        |
| Dario Cueto     | Luis Fernandez-Gil     | Espagnol    | Président                       |
| Holly Meowy     | Holly King             | Américaine  | Manageuse de Magnificent Martin |
| Hugo Savinovich | Hugo Savinovich        | Équatorien  | Commentateur espagnol           |
| Konnan          | Charles Ashenoff       | Cubain      | Manager de Prince Puma          |
| Matt Striker    | Matthew Kaye           | Américain   | Commentateur                    |
| Melissa Santos  | Melissa Santos         | Américaine  | Annonceuse                      |
| Vampiro         | Ian Richard Hodgkinson | Canadien    | Commentateur                    |

### Arbitres
| Nom de scène  | Nom réel      | Notes |
| ------------- | ------------- | ----- |
| Justin Borden | Justin Borden |       |
| Marty Elias   | Marty Elias   |       |
| Rick Knox     | Rick Knox     |       |

### Figures d'autorité
| Personne    | Position                   | Prise de fonction | Fin de fonction | Notes |
| ----------- | -------------------------- | ----------------- | --------------- | ----- |
| Dario Cueto | Propriétaire scénaristique | 31 octobre 2014   | Présent         |       |

### Commentateurs
| Commentateurs                                                           | Périodes                  | Note                                 |
| ----------------------------------------------------------------------- | ------------------------- | ------------------------------------ |
| Matt Striker et Vampiro                                                 | 31 octobre 2014 - Présent | Ils sont les premiers commentateurs. |
| Nadir Mohammedi et Stéphane Thirion, puis Marc Chavet[réf. nécessaire]. | 9 avril 2016 - juin 2017  | Commentateurs français               |

### Annonceurs de ring
| Annonceurs de ring | Périodes                  | Note                                     |
| ------------------ | ------------------------- | ---------------------------------------- |
| Melissa Santos     | 31 octobre 2014 - Présent | Elle est la première annonceuse de ring. |